# 이시가키산성

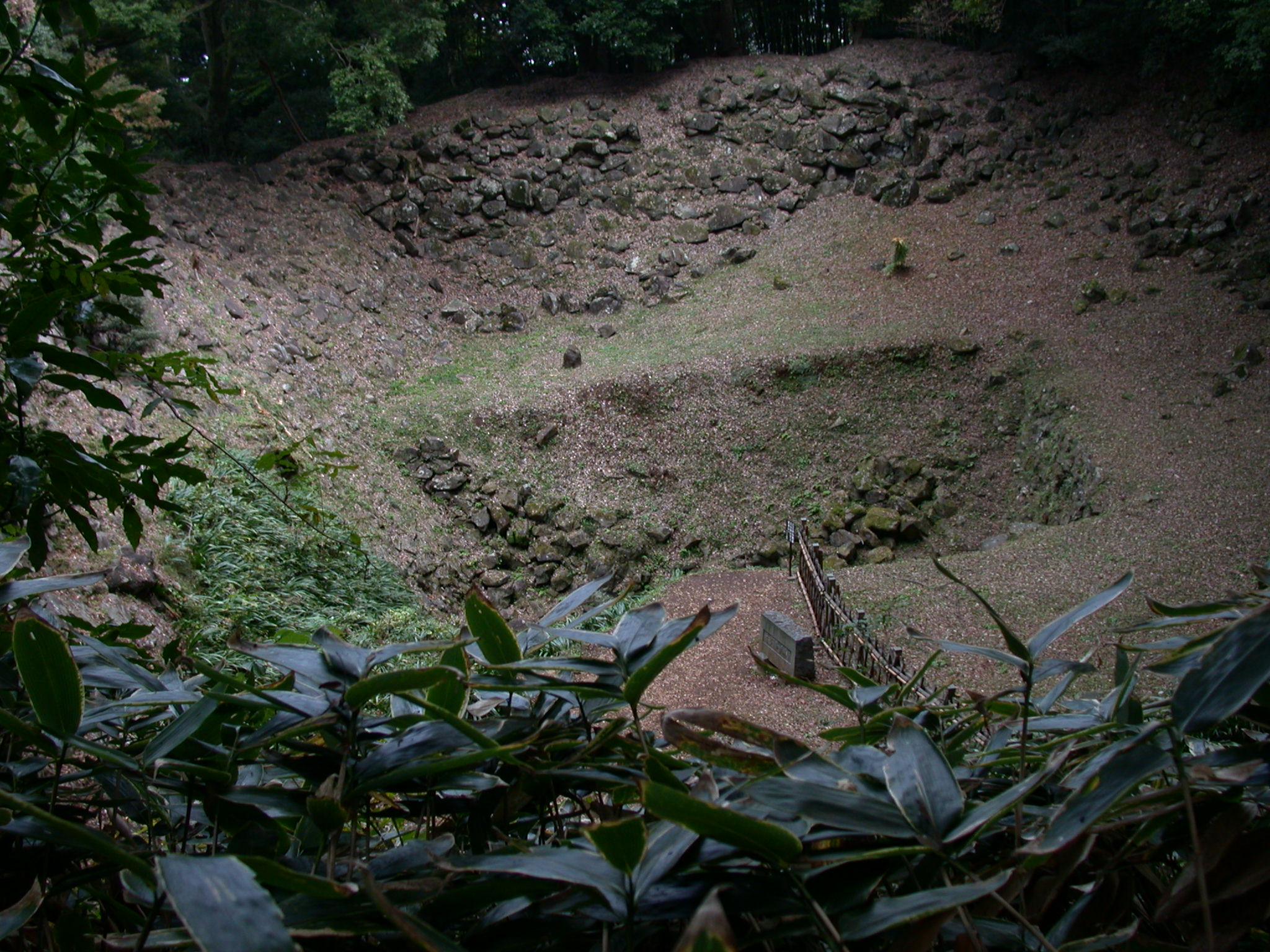
이도 구루와.

이시가키산성(일본어: 石垣山城)은 가나가와현 오다와라시 하야카와에 있었던 제곽식 산성이다. 도요토미 히데요시가 1590년 오다와라 정벌 때 가사가케 산 정상에 쌓은 산성이다. 현재 가사가케 산은 이시가키산으로 불리고 있다. 하룻밤만에 성을 쌓은 것 같다하여 이시가키산 일야성 혹은 태합 일야성이라고도 불린다. 현재 성터는 공원으로 정비되어 있다.

## 개요
1590년 오다와라 정벌 때 오다와라성부터 성이 보이지 않게 축성한 다음, 완성 후 주위의 나무를 벌채하여 하룻밤에 축성한 것처럼 보이게 했다. 오다와라 성의 병사들의 사기를 꺾는 효과를 노렸다. 이런 연유로 하룻밤만에 축조된 성이라는 의미인 일야성이라는 이름이 생겼다.
석벽과 망루를 갖춘 근세 성곽이며 간토에서는 처음으로 축조된 석벽으로 된 성이다. 약 3~4만 명을 동원하여 겨우 80일 만에 축성되었다. 히데요시는 이 성에서 다회를 열거나, 일본 천황의 칙사를 맞이하였다. 당시, 천수가 있었는지는 확실치 않지만, 천수대의 터는 남아있다. 간토 대지진으로 석벽은 크게 훼손되었지만, 이도 구루와의 석벽은 온전히 남아 있다.
1959년 국가 사적으로 지정되었고, 현재는 이시가키 산 일야성 역사공원(石垣山一夜城歴史公園)로 정비되었다.

## 역사
- 1590년 (덴쇼 18년) 오다와라 정벌 때 축성되었다.
- 1923년 (다이쇼 12년) 간토 대지진으로 대부분의 석벽이 붕괴되었다.
- 1959년 (쇼와 34년) 국가 사적으로 지정되었다.

## 관광

### 교통
- 동일본 여객철도(JR 동일본) 하야카와역에서 다이코도를 따라 등산. 도보로 30분소요
- JR 동일본 및 오다큐 전철 오다와라역에서 버스로 환승하여 공원입구에서 하차.
- 하코네 등산 철도 이리우다 역에서 도보로 50분소요.

## 같이 보기
- 이시가키산
- 스노마타성